# Гур'єво (28653464241)
Гур'єво (рос. Гурьево) — присілок в Старицькому районі Тверської області Російської Федерації.
Населення становить 104 особи. Входить до складу муніципального утворення Степуринське сільське поселення.

## Історія
Від 2005 року входить до складу муніципального утворення Степуринське сільське поселення. Раніше населений пункт належав до Гур'євського сільського округу.

## Населення
| 1859 | 1886 | 1997 | 2002 | 2010 |
| ---- | ---- | ---- | ---- | ---- |
| 361  | ↘321 | ↘149 | ↘123 | ↘104 |